# Ethan Zuckerman
Pour les articles homonymes, voir Zuckerman.
Ethan Zuckerman, né en 1973, est un universitaire des médias, blogueur et activiste d'Internet américain. Après avoir été le directeur du MIT Center for Civic Media de 2011 à 2020, il est professeur de sciences politiques et de sciences de l'information et de la communication à l'université du Massachusetts. Il est l'auteur de Rewire: Digital Cosmopolitans in the Age of Connection (Se recâbler : le cosmopolitisme numérique à l'ère de la connexion) qui remporte le Prix du Livre Zócalo.

## Éducation
Zuckerman est diplômé du Williams College, où il obtient un B. A. en philosophie, en 1993. Il reçoit ensuite un financement d'une bourse Fulbright pour passer une année à l'université du Ghana et au Théâtre national du Ghana à Accra, où il étudie l'ethnomusicologie et les percussions.

## Carrière
Il fait partie des membres fondateurs de Tripod.com, l'une des premières entreprises « point com » à connaître le succès. Il y travaille de 1994 à 1999, chargé de la conception et de la mise en œuvre du site web, qui, à cette époque, commercialise du contenu et des services visant les jeunes diplômés d'université. Le modèle économique de ce site est alors exclusivement fondé sur la publicité. L'un de ses principaux annonceurs s'étant plaint que l'une de ses bannières publicitaires s'affichait sur une page à contenu pornographique Zuckerman imagine un moyen d'associer une annonce avec une page d'utilisateur sans la faire apparaître directement. Sa solution consiste à ouvrir une nouvelle fenêtre (pop-up) ne contenant que la publicité. Bien qu'il déclare n'avoir fait qu'écrire le code permettant d'ouvrir une nouvelle fenêtre, il est depuis considéré comme l'inventeur des pop-up publicitaires.
En 2000, il fonde Geekcorps et en 2004, Global Voices Online.
En 2002, il remporte le prix de la revue du MIT  "la Technologie au service de l'humanité" pour ses travaux à Geekcorps. Ethan Zuckerman a été chercheur senior au Berkman Center for Internet and Society, où il est resté comme collaborateur à long terme. Ses travaux de recherche au Berkman Center portent sur l'attention média tique globale,, et il est avec Rebecca MacKinnon le cofondateur de Global Voices. Durant quelques années, il est contributeur de Worldchanging.com dont il préside le conseil d'administration.
En janvier 2007, il rejoint le premier bureau consultatif de la Fondation Wikimedia.
En 2008, il est l'inventeur la théorie de l'activisme numérique du chat mignon (cute cat)
En 2011, il figure sur la liste du magazine Foreign Policy des principaux penseurs de la globalité ; il déclare notamment que la Meilleure idée est "Le monde n'est pas plat et la mondialisation n'en est qu'à son début, ce qui veut dire que nous avons le temps de changer ce que nous sommes en train de faire et de le redresser". En septembre de la même année, il devient directeur du MIT Center for Civic Media.
Ethan Zuckerman appartient aux conseils d'administration de Ushahidi, de Global Voices, et de l'organisme de formation au journalisme à but non lucratif ghanéen, PenPlusBytes.
En 2015 il est interviewé dans un documentaire web sur la vie privée sur internet, Do Not Track.
En août 2019, il démissionne de son poste au MIT qu'il quitte en août 2020.

## Vie personnelle
Zuckerman vit à Lanesborough, dans le Massachusetts, avec son épouse Rachel Barenblat (en)[réf. souhaitée].

## Œuvres
- "Using the Internet to Examine Patterns of Foreign Coverage." Neiman Reports, Fall 2004.
- Hal Roberts, Ethan Zuckerman, and John Palfrey. 2007 Circumvention Landscape Report: Methods, Uses, and Tools. Berkman Center for Internet & Society at Harvard University, March 1, 2009
- "Innovating From Constraint in the Developing World." Harvard Business Review, January 23, 2009
- "Web 2.0 tools for development: simple tools for smart people." Participatory Learning and Action, Volume 59, Number 1, Change at hand: Web 2.0 for development, June 1, 2009, IIED and CTA.
- "Citizen Media and the Kenyan Electoral Crisis." In: Stuart Allan. Citizen journalism: global perspectives. Peter Lang, 2009
- "Decentralizing the Mobile Phone:A Second ICT4D Revolution?" Information Technologies & International Development, Volume 6, SE, Special Edition 2010
- "International reporting in the age of participatory media." Daedalus, Spring 2010, Vol. 139, No. 2.
- "Internet Freedom: Beyond Circumvention." In: The next digital decade : essays on the future of the internet. Washington D.C. : TechFreedom, 2010.
- "The First Twitter Revolution?" Foreign Policy, January 14, 2011
- Hal Roberts, Ethan Zuckerman and John Palfrey. 2011 Circumvention Tool Evaluation. Berkman Center, 2011
- Rewire: Digital Cosmopolitans in the Age of Connection. New York: W. W. Norton & Company. June 17, 2013.  (ISBN 978-0-393-08283-8).